# 셀룰러 노이즈
셀룰러 노이즈 또는 세포 잡음은 세포생물학에서 임의적으로 발생하는 수량이다. 예를 들어, 심지어 유전적으로 같으면서 같은 조직 내에 있는 세포들도 종종 각자 다른 발현정도, 크기와 구조를 가지고 있는 것으로 관찰된다. 이렇게 임의적으로 명백한 차이가 중요한 생물학적 의학적 결과를 가질 수 있다.
셀룰러 노이즈는 이전부터 지금까지 유전자 발현 수준의 수준에 대해 관찰되어왔고 이것의 농도나 복제개수에 대해 특히 많은 관찰이 이루어졌다. 유전자의 발현 정도가 많은 세포 생물학의 기본적인 부분에 대해 책임을 가지고 있음에 따라, 세포의 형태, 자극에 대한 반응, 그리고 세포 내부의 단계를 조절하는 능력이 달라진다.

## 정의
셀룰러 노이즈의 가장 흔한 양적인 정의는 변동계수 :
{\displaystyle \eta _{X}={\frac {\sigma _{X}}{\mu _{X}}},}이다. 이것의 값은 변량들의 표준편차를 변량들의 평균으로 나눈 값이다. 이 값은 무한하고 셀룰러 노이즈의 평균에 대해 정확히 몰라도 상대적인 비교를 가능하게 한다.

## 본질적인 그리고 외적인 잡음

도식적인 이중리포트 연구이다. 각각의 자료의 중심은 하나의 세포에 있는 두 개의 연관된 유전자들의 발현정도의 측정에 대응한다. 외부의 추가된 잡음은 내적인 차이로 인해 특성화된다.

셀룰러 노이즈는 가끔 내적인 그리고 외적인 잡음의 구조에서 관찰된다. 내적 잡음은 하나의 세포에서의 다양성을 의미한다. 이것의 예로는 같은 세포에서의  intra-cell의 발현 다양성이 있다. 외적인 잡음은 다른 세포들 사이에 존재하는 변량들을 의미한다.
내적인 그리고 외적인 잡음 수준은 이중 리포트 연구에서 가끔 비교된다. 그것의 예로는 녹색 형광 단백질과 노랑 형광 단백질에 대한 연구가 있고 이것이 각각의 세포 내에서 어느 정도의 면적을 차지하는 지를 나타내는 연구가 있다.